# Plasmodesmo

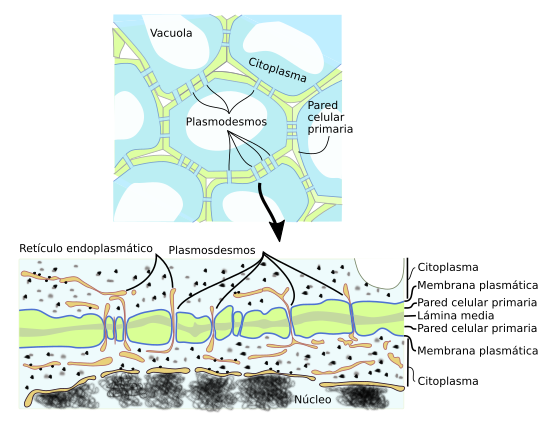
Los plasmodesmos son canales microscópicos que atraviesan las paredes celulares de las plantas conectando el citoplasma de las células

Se llama plasmodesmos a cada una de las unidades continuas de citoplasma que pueden atravesar las paredes celulares, manteniendo interconectadas las células continuas en organismos pluricelulares en los que existe pared celular, como las plantas o los hongos. Permiten la circulación directa de las sustancias del citoplasma entre célula y célula comunicándolas, atravesando las dos paredes adyacentes a través de perforaciones acopladas, que se denominan punteaduras cuando solo hay pared primaria. Cada plasmodesmo es recorrido a lo largo de su eje por un desmotúbulo, una estructura cilíndrica especializada del retículo endoplasmático.
Al hallarse unidos entre sí los protoplastos de las células vivas por medio de plasmodesmos, constituyen un simplasto único. El movimiento de sustancias a través de los plasmodesmos se denomina transporte simplástico. Las paredes celulares, los lúmenes de las células muertas y los espacios intercelulares que rodean al simplasto formando también un continuo, se contraponen bajo el nombre de apoplasto; el movimiento de sustancias en él se conoce como transporte apoplástico.
Los plasmodesmos se forman en células vegetales que se originan a partir de la división de una misma célula madre. Cuando ha ocurrido la cariocinesis, la célula vegetal madre se ha convertido en una célula con dos núcleos hijos, se produce a continuación la citocinesis, que toma una forma distinta en células vegetales que en células desnudas, sin pared, de los animales. Durante la división de la célula vegetal se pone en marcha la formación de pared entre los dos núcleos, en el plano ecuatorial de la célula, dentro de vesículas procedentes del aparato de Golgi. Esta pared no se completa, sino que conserva las perforaciones a través de las cuales se mantiene la continuidad del citoplasma en forma de plasmodesmos. Cabe señalar que por un plasmodesmo solo pueden ser transportadas sustancias de hasta 800 daltons.